# Perissonemertes pyrrhocephala
Perissonemertes pyrrhocephala är en djurart som tillhör fylumet slemmaskar, och som beskrevs av Gibson 1990. Perissonemertes pyrrhocephala ingår i släktet Perissonemertes och familjen Cerebratulidae. Inga underarter finns listade i Catalogue of Life.